# Friedrichshafen FF.49
Friedrichshafen FF.49 – niemiecki wodnosamolot bombowy i patrolowy. Zaprojektowany i zbudowany w 1917 roku w niemieckiej wytwórni lotniczej Flugzeugbau Friedrichshafen GmbH.

## Historia

Silnik Benz Bz.IV eksponowany w MLP w Krakowie

Wodnosamolot Friedrichshafen FF.49 powstał w specjalizującej się w budowie tego typu samolotów wytwórni Flugzeugbau Friedrichshafen GmbH. Jego konstrukcje oparto na konstrukcji wcześniejszego typu Friedrichshafen FF.33 produkowanego już w tej wytwórni. Wodnosamolot FF.49 miał podobny układ dwupłata, napęd i podwozie, różnił się przede wszystkim wytrzymalszą konstrukcją i kształtem kadłuba – jego tylna część za kabinami załogi była bardziej odchylona do góry w celu ochrony przed uderzeniami fal podczas wodowania i startu z powierzchni wody. Prototyp samolotu oblatano na początku 1917 roku.
Ponieważ wodnosamolot miał dobre osiągi dowództwo niemieckiego lotnictwa zamówiło dwie jego odmiany: bombową oznaczoną Friedrichshafen FF.49B i patrolową – Friedrichshafen FF.49C. Produkcję seryjną odmiany patrolowej FF.49C uruchomiono w maju 1917 roku, a odmiany bombowej FF.49B w połowie 1917 roku.
Wodnosamolot Friedrichshafen FF.49 miał płaty dwudźwigarowe o konstrukcji drewnianej, pokryte płótnem. Lotki znajdowały się na obu płatach. Płaty były usztywnione trzema parami słupków stalowych oraz cięgnami stalowymi. W kadłubie z przodu mieścił się silnik rzędowy chłodzony cieczą. Za silnikiem rozmieszczono jedną za drugą dwie kabiny odkryte, osłonięte małym wiatrochronem. W wersji patrolowej FF.49C kabina przednia była kabiną pilota, tylna obserwatora, w wersji bombowej FF.49B zaś w przedniej kabinie siedział bombardier lub podczas szkolenia uczeń, tylna stanowiła kabinę pilota z urządzeniami sterowniczymi i podstawowymi przyrządami pokładowymi. W kadłubie znajdowały się również zbiorniki paliwa o pojemności maksymalnej 6600 litrów. W tylnej części kadłuba zamontowane było usterzenie klasyczne o konstrukcji drewnianej i pokryciu płóciennym. Kadłub miał konstrukcję kratownicową drewnianą, krytą płótnem. Podwozie stanowiły dwa pływaki drewniane o dwóch redanach, przytwierdzone do dolnego płata i bocznej ściany kadłuba rurami stalowymi.
Obie odmiany wodnosamolotu kierowano sukcesywnie do jednostek lotniczych niemieckiej marynarki wojennej. Do końca I wojny światowej wyprodukowano łącznie 261 wodnosamolotów Friedrichshafen FF.49, obu odmian, z tej liczby w lotnictwie niemieckim znalazło się 37 wodnosamolotów FF.49B i 215 wodnosamolotów FF.49C.

## Użycie samolotu w lotnictwie polskim
Jeden wodnosamolot Friedrichshafen FF.49B został w 1920 roku zakupiony w niemieckiej prywatnej firmie inż. Utgoffa. Skierowano go na wyposażenie Bazy Lotnictwa Morskiego w Pucku, gdzie używany był do szkolenia w Szkole Lotnictwa Morskiego. Eksploatowano go do 1924 roku.

## Opis techniczny
Wodnosamolot Friedrichshafen FF.49B był ciężkim dwumiejscowym wodnosamolotem bombowym, dwupłatem o konstrukcji mieszanej. Podwozie pływakowe – stałe. Napęd silnik rzędowy. Śmigło dwułopatowe, drewniane.

## Dane lotno-taktyczne
| Model                          | FF.49B                                                                 | FF.49C                                                           |
| Rozpiętość (m)                 | 16,70                                                                  | 16,70                                                            |
| Długość (m)                    | 11,60                                                                  | 11,60                                                            |
| Masa własna (kg)               | 1432                                                                   | 1485                                                             |
| Masa całkowita (w locie) (kg)  | 2097                                                                   | 2135                                                             |
| Prędkość maksymalna (km/h)     | 152                                                                    | 140                                                              |
| Prędkość przelotowa (km/h)     | 140                                                                    | 130                                                              |
| Prędkość wznoszenia (m/s)      | 2,5                                                                    | 1,7                                                              |
| Pułap (m)                      | 3500                                                                   | 3000                                                             |
| Długotrwałość lotu (godzinach) | 6                                                                      | 6                                                                |
| Napęd                          | 1 silnik rzędowy, 6-cylindrowy Benz Bz.IV o mocy 220 KM (162 kW)       | 1 silnik rzędowy, 6-cylindrowy Benz Bz.IV o mocy 220 KM (162 kW) |
| Uzbrojenie strzeleckie         | nie posiadał                                                           | 2 karabiny maszynowe (ruchomy – obserwatora, stały – pilota)     |
| Uzbrojenie bombowe             | bomby podwieszane pod płat dolny oraz przewożone w kabinie bombardiera | nie posiadał                                                     |
| Załoga                         | 2 (pilot, bombardier)                                                  | 2 (pilot, obserwator)                                            |